# Georg Weidenbach

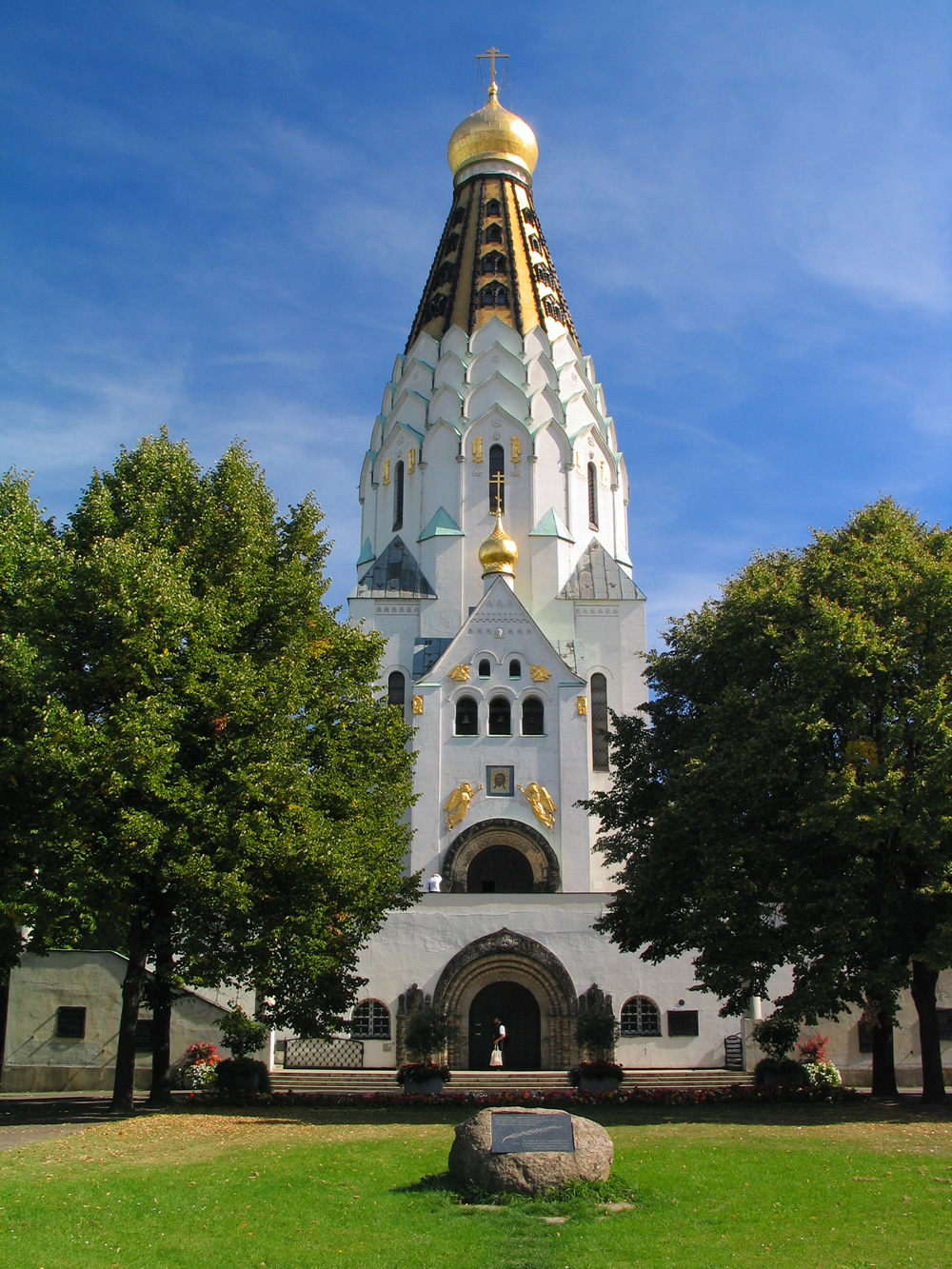
Die Russische St.-Alexi-Gedächtniskirche in Leipzig

Hermann Georg Carl Weidenbach (* 1. Oktober 1853 in Dresden; † 30. September 1928 in Leipzig) war ein deutscher bzw. sächsischer Architekt.

## Leben
Georg Weidenbach war Schüler von Karl Weißbach in Dresden und ab spätestens 1886 in Leipzig tätig. Dort war er vorübergehend mit Anton Käppler assoziiert und betrieb danach gemeinsam mit Richard Tschammer bis 1916 das erfolgreiche Architekturbüro „Weidenbach und Tschammer“, das 1912/1913 auch die Ausführungsplanung und die Bauleitung der Russischen Gedächtniskirche St. Alexi nach dem Entwurf des St. Petersburger Architekten Wladimir Alexandrowitsch Pokrowski übernahm. Ebenfalls 1913 waren Weidenbach und Tschammer Generalarchitekten der Internationalen Baufachausstellung (IBA) in Leipzig.
Georg Weidenbach war Stadtverordneter in Leipzig und Vorsitzender der Leipziger Vereinigung für öffentliche Kunstpflege. Er war außerdem Mitglied im Deutschen Werkbund (DWB) und im Bund Deutscher Architekten (BDA). Er erhielt die Ehrentitel (königlich sächsischer) Baurat und Geheimer Hofrat. Die Stadt Leipzig ehrte ihn am 19. November 1998 mit der Benennung einer Straße im Stadtteil Anger-Crottendorf als Weidenbachplan.

## Werk
Zusammen mit Anton Käppler von 1886 bis ca. 1890
- 1886–1888: Gesellschaftshaus der Casino-Gesellschaft in Chemnitz, Theaterstraße (zerstört)
- 1887–1888: Hôtel National (ab 1913 Parkhotel) mit Festsaal-Anbau in Fürth, Weinstraße (heute Rudolf-Breitscheid-Straße, mehrfach verändert, 2013 gegen Proteste abgerissen)
- 1887–1889: Umbau der Kirche in Radeberg

Ab ca. 1890, später größtenteils zusammen mit Richard Tschammer

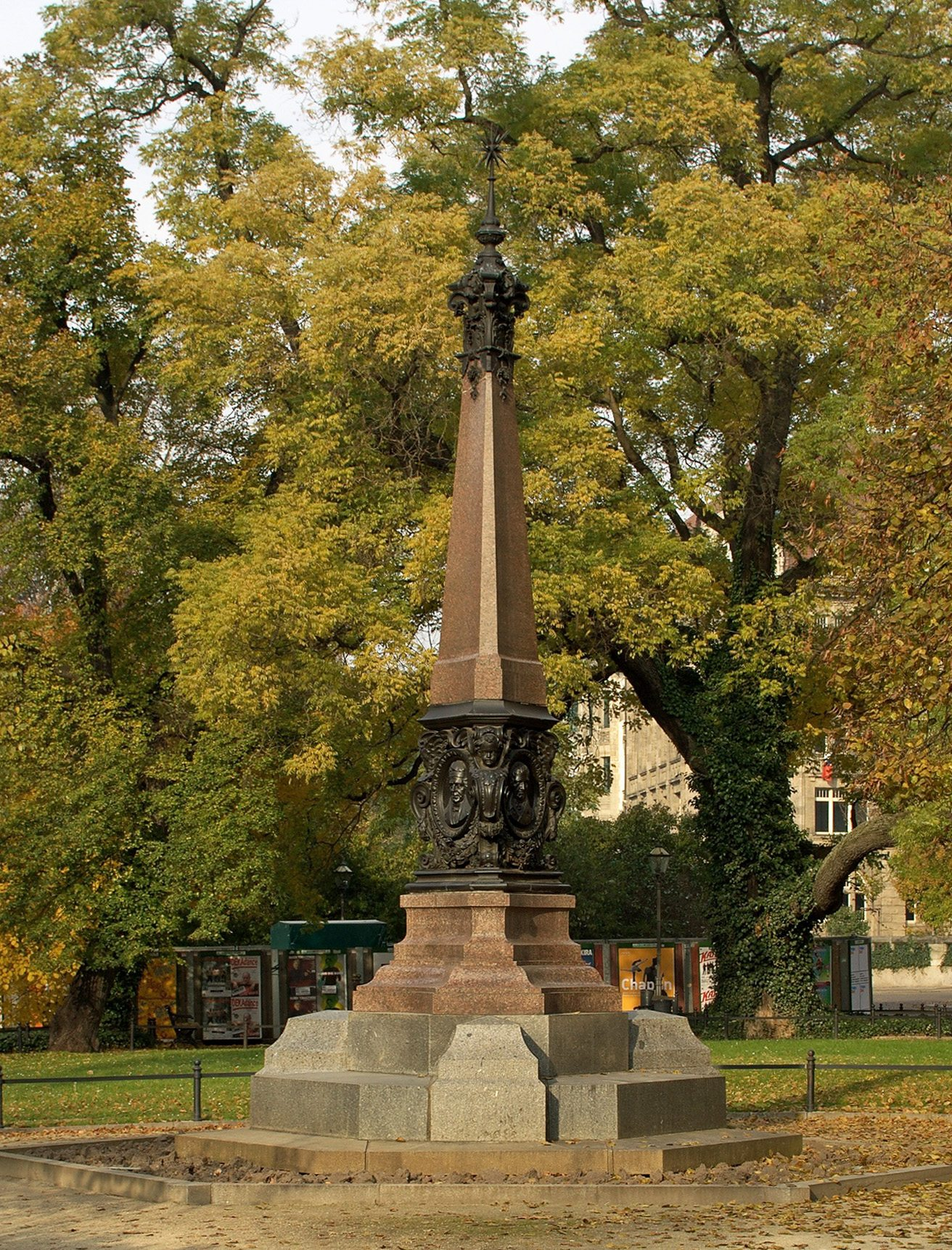
Plato-Dolz-Denkmal

- 1891–1893: Andreaskirche in Leipzig, Alexis-Schumann-Platz (zerstört)
- 1893: Gebäude des Erbländischen Ritterschaftlichen Creditvereins in Sachsen
- 1894: Plato-Dolz-Denkmal in Leipzig, Dittrichring
- 1895–1897: evangelische Pauluskirche in Plauen
- 1896–1899: Reformierte Kirche in Leipzig, Tröndlinring
- 1896–1899: evangelische Christuskirche in Düsseldorf, Kruppstraße; örtlicher Bauleiter Moritz Korn
- 1896–1899: evangelische Friedenskirche in Düsseldorf, Florastraße; örtlicher Bauleiter Moritz Korn
- 1897: Vereinshaus „Ressource“ (seit 1949 Städtisches Schauspielhaus) in Erfurt, Klostergang
- 1899–1903: Friedrich-Ludwig-Jahn-Ehrenhalle in Freyburg
- 1898–1903: evangelische Lukaskirche in Dresden mit Pfarr- und Gemeindehaus, Südvorstadt, Lukasplatz
- 1902–1903: Superintendentur in Leipzig, Thomaskirchhof 18
- 1904–1905: Comenius-Bücherei in Leipzig, Schenkendorfstraße 34
- 1906–1909: Umbau und Erweiterung des Rathauses in Zeitz
- 1908–1909: Messehaus Handelshof in Leipzig, Grimmaische Straße 1–7
- 1911–1913: Verwaltungsgebäude der Leipziger Feuerversicherungs-AG (nach 1949 Bezirksleitung der Staatssicherheit, genannt „Runde Ecke“) in Leipzig, Dittrichring (gemeinsam mit Stadtbaurat Hugo Licht)
- 1912–1913: diverse Bauten der Internationalen Baufachausstellung Leipzig 1913 (Gartenvorstadt Marienbrunn)